# 부디카
부디카(Boudica) 또는 부디카(/ˈbuːdɪkə, boʊˈdɪkə/, 브리튼어군 *boudi '승리' + *-kā '가진' 접미사에서 유래, 즉 '승리한 여성', 라틴어 연대기에서 보아디케아(Boadicea) 또는 부디케아(Boudicea)로 알려짐, 웨일스어로 Buddug, cy)는 고대 브리튼 이케니 부족의 여왕으로, 서기 60년 또는 61년에 정복 세력인 로마 제국에 대항하여 실패한 봉기를 이끌었다. 그녀는 브리튼의 국민 영웅이자 정의와 독립을 위한 투쟁의 상징으로 여겨진다.
부디카의 남편인 프라스타구스는 이케니족의 왕으로, 두 딸을 두었으며 로마와 명목상 독립적인 동맹 관계를 유지했다. 그는 임종 직전에 왕국을 그의 딸들과 로마 황제에게 공동으로 물려주겠다는 유언을 남겼다. 그가 죽자 그의 유언은 무시되었고, 왕국은 합병되었으며 그의 재산은 빼앗겼다. 왕비 부디카는 채찍질을 당하였다.로마 역사가 타키투스에 따르면, 부디카는 채찍질을 당했고 그의 딸들은 강간을 당했다. 역사가 디오 카시우스는 이전의 영향력 있는 브리튼인들에게 주어졌던 황제의 기증품이 몰수되었고, 로마의 금융가이자 철학자인 루키우스 안나이우스 세네카는 내키지 않는 브리튼인들에게 강제로 제공했던 대출을 회수했다고 기록했다.
서기 60년 또는 61년에 로마에서 파견된 총독 가이우스 수에토니우스 파울리누스는 북웨일스의 앵글시섬에서 전투를 치르게 되었는데, 부티카는 이케니족과 트리노반테스족과 기타 부족들을 이끌고 반란을 일으켰다. 그들은 과거 트리노반테스족의 수도였던 카물로두눔(오늘날의 콜체스터)을 점령하여 파괴하였다. 카물로두눔을 탈환하기 위해 나선 로마 제국의 히스파니아 제9군단이 나섰지만, 격파되었다.
부디카가 반란을 일으켰다는 소식을 들은 수에토니우스는 반란군의 다음 목표인 20년 역사의 상업 도시인 론디니움(오늘날의 런던)을 향해 서둘러 갔다. 그러나 론디니움을 방어하기에는 병력이 부족하다고 판단한 수에토니우스는 군대를 철수시키고 도시 전체를 불태워 없앴다. 베룰라미움(오늘날의 세인트올번스) 역시 버림받고 잿더미가 되었다. 이때 70,000명에서 80,000명으로 추정되는 인명이 함께 몰살당하였다. 하지만 수에토니우스는 극도로 열세인 병력에도 불구하고 오늘날의 웨스트미들랜즈에서 병력을 재집결시켜 와틀링스트리트 전투에서 부디카가 이끈 반란군을 패퇴시켰다. 당시 로마 황제였던 네로는 사태가 급속도로 악화되자 모든 병력을 그레이트브리튼 섬에서 철수하는 것까지 고려했지만, 나중에 가서 수에토니우스가 이끈 군대가 부디카의 군대를 상대로 최종적으로 승리를 거둠으로써 로마의 지배권은 다시 회복되었다. 부디카의 죽음에 대해서는 주장이 서로 엇갈리는데, 자살했다는 설도 있고, 로마군에게 생포되었다는 설도 있고, 또 병에 걸려 죽었다는 설도 있다.
잉글랜드 르네상스 시기에 들어서면서 영국에서 부디카에 대한 역사적인 조명이 다시금 활기를 띠었으며, 빅토리아 시대에는 빅토리아 여왕이 제2의 부디카로 추앙받으면서 곧 부디카는 영국인의 영웅으로 전설적인 명성을 갖게 되었다. 이후 부디카는 영국을 대표하는 문화적 상징인물로 남아 있다.

## 같이 보기
- 여전사 목록